# Serowe
Serowe er en by i den østlige del af Botswana, med et indbyggertal på cirka 90.000. Byen ligger i landets Centraldistrikt.